# Presidente de Senegal
El Presidente de Senegal es el jefe del Estado de dicho país africano. El protector de la Constitución, el primer protector de las Artes y las Letras de Senegal, responsable de la defensa nacional como Jefe Supremo de las Fuerzas Armadas y encarna la unidad nacional.
El actual Presidente de Senegal es Bassirou Diomaye Faye que tomó posesión del cargo el 2 de abril de 2024.

## Historia
La colonia francesa de Senegal alcanzó la independencia el 20 de agosto de 1960 tras separarse de la Federación de Malí (territorio francés), siendo elegido el poeta Léopold Sédar Senghor como primer presidente el 6 de septiembre de 1960. Mamadou Dia era nombrado primer ministro encargado del desarrollo interno de Senegal, mientras que el presidente se encargaría de las relaciones exteriores del país. Pero la concordia acabó pronto, en diciembre de 1962 Dia fue arrestado acusado de intentar un golpe de Estado. Seguidamente a esto, Senghor estableció un régimen presidencialista.
Senghor, de ideología socialista, creó un estado unipartidista entre 1966 y 1974 cuando se volvió al multipartidismo, aunque hubo de esperar hasta las elecciones presidenciales de 1978. Senghor renunció al poder en 1980 y fue sustituido por Abdou Diouf, también del Partido Socialista de Senegal que renovó su mandato en las elecciones de 1983, 1988 y 1993. Durante su mandato profundizó la democracia, iniciada por su predecesor, liberalizó progresivamente la economía y promovió la descentralización.
En las elecciones presidenciales de 2000 Diouf fue derrotado por Abdoulaye Wade, del Partido Democrático Senegalés, que se convirtió en el primer presidente no perteneciente al Partido socialista desde 1960, reeditando su victoria en las elecciones de 2007. Pese a que la constitución prohibía un tercer mandato, Wade, obtuvo por parte de la Asamblea Nacional la ampliación de su mandato hasta 7 años y su intención de presentarse a un tercer mandato. 
El 23 de noviembre de 2010, tuvieron lugar las elecciones parlamentarias. El Presidente Wade había expresado que lograría conservar su puesto para un tercer mandato, fijado en una duración de siete años por la Constitución. Si bien la Constitución de 2001 limitaba el mandato presidencial a dos legislaturas, Wade argumentó que su elección en el año 2000 para su primer mandato de 7 años entraba dentro de la anterior constitución, lo que hacía que no estuviera limitado por el límite de mandatos.
En las elecciones presidenciales de 2012, Wade fue derrotado y el candidato de Alianza por la República, Macky Sall se convirtió en el actual presidente de Senegal.

## Elección
Cualquier candidato presidencial debe ser senegalés, estar en facultad de sus derechos civiles y políticos, ser mayor de 35 años y saber escribir y leer con fluidez en francés.
La constitución de 2001, aprobada en referéndum con el 94 % de los votos, regula las elecciones presidenciales. El presidente es elegido por sufragio universal y debe superar el 50 % de los votos para evitar una segunda vuelta. En caso de que el ganador de las elecciones no obtuviera esa cantidad, los dos candidatos más votados se enfrentarían de nuevo. La Comisión Nacional Electoral Independiente regula las elecciones, siendo los resultados oficiales anunciados por el Consejo Constitucional. Por otro lado, la constitución redujo el mandato presidencial de siete a cinco años y limitó el número de mandatos consecutivos a dos.

## Mandato
En 1991, la duración del mandato presidencial se amplió de cinco a siete años.
En enero de 2001, durante el primer mandato de Abdoulaye Wade, el referéndum constitucional de 2001 redujo el mandato presidencial a cinco años.
En julio de 2008, durante el segundo mandato de Wade, la Asamblea Nacional aprobó una enmienda constitucional que aumentaba la duración del mandato presidencial a siete años, como era antes de la adopción de la constitución de 2001.  Esta extensión no se aplicó al mandato de Abdoulaye Wade de 2007 a 2012.
En 2016, durante el primer mandato de Macky Sall, según otro referéndum constitucional referéndum constitucional de 2016, la duración del mandato presidencial se redujo de nuevo a cinco años.  Las modificaciones fueron adoptadas en la ley constitucional N.º 2016-10.
A partir de 2021, existe un límite de dos mandatos para el presidente en la Constitución de Senegal.  A Abdoulaye Wade se le permitió, de manera controvertida, postularse para presidente en 2012 tras la enmienda constitucional de 2008, pero perdió la reelección frente a Macky Sall.
El presidente se mantendrá en el cargo hasta la instalación de su sucesor. En el caso de fallecimiento, incapacidad o renuncia el cargo será ocupado de forma interina por el vicepresidente hasta la elección del nuevo presidente (artículo 36).

## Poderes
Los poderes y funciones del presidente vienen determinados por el título III de la Constitución de 2001, que establece que el presidente es el guardián de la constitución, protector de las artes y letras de Senegal, encarna la unidad nacional, regula el funcionamiento de las instituciones públicas, la independencia nacional y la integridad del territorio. Además determina la política nacional y preside el Consejo de Ministros (artículo 42) y previa consulta a los presidentes de la Asamblea Nacional y del Senado, convocar referéndum (artículo 51).
Entre sus atribuciones (artículos 44, 45, 46, 47 y 48) también esta nombrar empleos civiles, es responsable de la defensa nacional, acreditar a los embajadores extranjeros, derecho de perdón y dirigir los mensajes a la nación. Así mismo nombra y cesa al primer ministro, y a los ministros a propuesta del primer ministro (artículo 49). El presidente podrá delegar ciertos poderes, salvo algunas excepciones, en el vicepresidente o en el primer ministro.
El presidente deberá contar con la autorización de la Asamblea Nacional para prorrogar los estados de sitio o emergencia (artículo 69) y para declarar la guerra (artículo 70). El presidente, así mismo, puede decretar, tras consultar al primer ministro y al presidente de la Asamblea Nacional, la disolución de dicha asamblea (artículo 87).

## Presidentes de Senegal (1960-)
| Espectro político                                                                |
| -------------------------------------------------------------------------------- |
| Partido Socialista Partido Democrático Senegalés Alianza por la República PASTEF |

| Presidente de la República | Presidente de la República | Presidente de la República        | Inicio                  | Fin                     | Partido                                                      | Elecciones          |
| -------------------------- | -------------------------- | --------------------------------- | ----------------------- | ----------------------- | ------------------------------------------------------------ | ------------------- |
|                            |                            | Léopold Sédar Senghor (1906-2001) | 6 de septiembre de 1960 | 31 de diciembre de 1980 | Unión Progresista Senegalesa Partido Socialista (desde 1976) | 1963 1968 1973 1978 |
|                            |                            | Abdou Diouf (1935-)               | 1 de enero de 1981      | 1 de abril de 2000      | Partido Socialista                                           | 1983 1988 1993      |
|                            |                            | Abdoulaye Wade (1926-)            | 1 de abril de 2000      | 2 de abril de 2012      | Partido Democrático Senegalés                                | 2000 2007           |
|                            |                            | Macky Sall (1961-)                | 2 de abril de 2012      | 2 de abril de 2024      | Alianza por la República                                     | 2012 2019           |
|                            |                            | Bassirou Diomaye Faye (1980-)     | 2 de abril de 2024      | Presente                | PASTEF                                                       | 2024                |